# Assigny (Cher)
Assigny é uma comuna francesa na região administrativa do Centro, no departamento Cher. Estende-se por uma área de 17,2 km². Em 2010 a comuna tinha 155 habitantes (densidade: 9 hab./km²).